# Kamperfehn
Kamperfehn ist ein Ortsteil der Stadt Friesoythe mit 555 Einwohnern (Stand 31. Dezember 2023).

## Geografische Lage
Kamperfehn liegt am Elisabethfehnkanal, einem der wenigen noch beschiffbaren Fehnkanäle, und zu beiden Seiten der K 145, die östlich zur B 401 führt.
Der Elisabethfehnkanal mündet in den Küstenkanal, an dem zur Zeit der C-Port errichtet wird.

## Geschichte
Der Ort ist eine ehemalige Fehnsiedlung, dementsprechend ist  die ursprüngliche typische Anordnung der Häuser entlang der damals entstandenen beiden Kanäle noch heute deutlich erkennbar. Der Alte Friesoyther Kanal existiert seit beinahe 50 Jahren nicht mehr, da mit dem Ende des Torfstechens in Kamperfehn und dem umliegenden Moor seine ursprüngliche Aufgabe als Transportweg für den im Moor abgebauten Torf überflüssig wurde.
Bis in die 1960er Jahre hinein gab es in Kamperfehn eine Grundschule, die wegen eines Mangels an Schülern inzwischen geschlossen und abgerissen ist.

## Tourismus
Heute bietet Kamperfehn eine Vielzahl an Möglichkeiten zur Freizeitgestaltung für Touristen. Anlegeplätze für Sportboote und Angelmöglichkeiten sind am Elisabethfehnkanal vorhanden, Ferienwohnungen und -häuser werden angeboten.

## Vereine
Neben dem Ortsverein Kamperfehn gibt es den Bootsclub Kamperfehn, den Schützenverein Reekenfeld/Kamperfehn e. V. und den SC Kampe/Kamperfehn e. V., der 2008 durch die Fusion der Sportvereine SC Kamperfehn und SV Kampe entstand.

## Söhne und Töchter
- Franz-Josef Holzenkamp (* 1960), Politiker (CDU)
- Gerhard de Haan (* 1951), Professor für Erziehungswissenschaften